# Annette (Goethe)

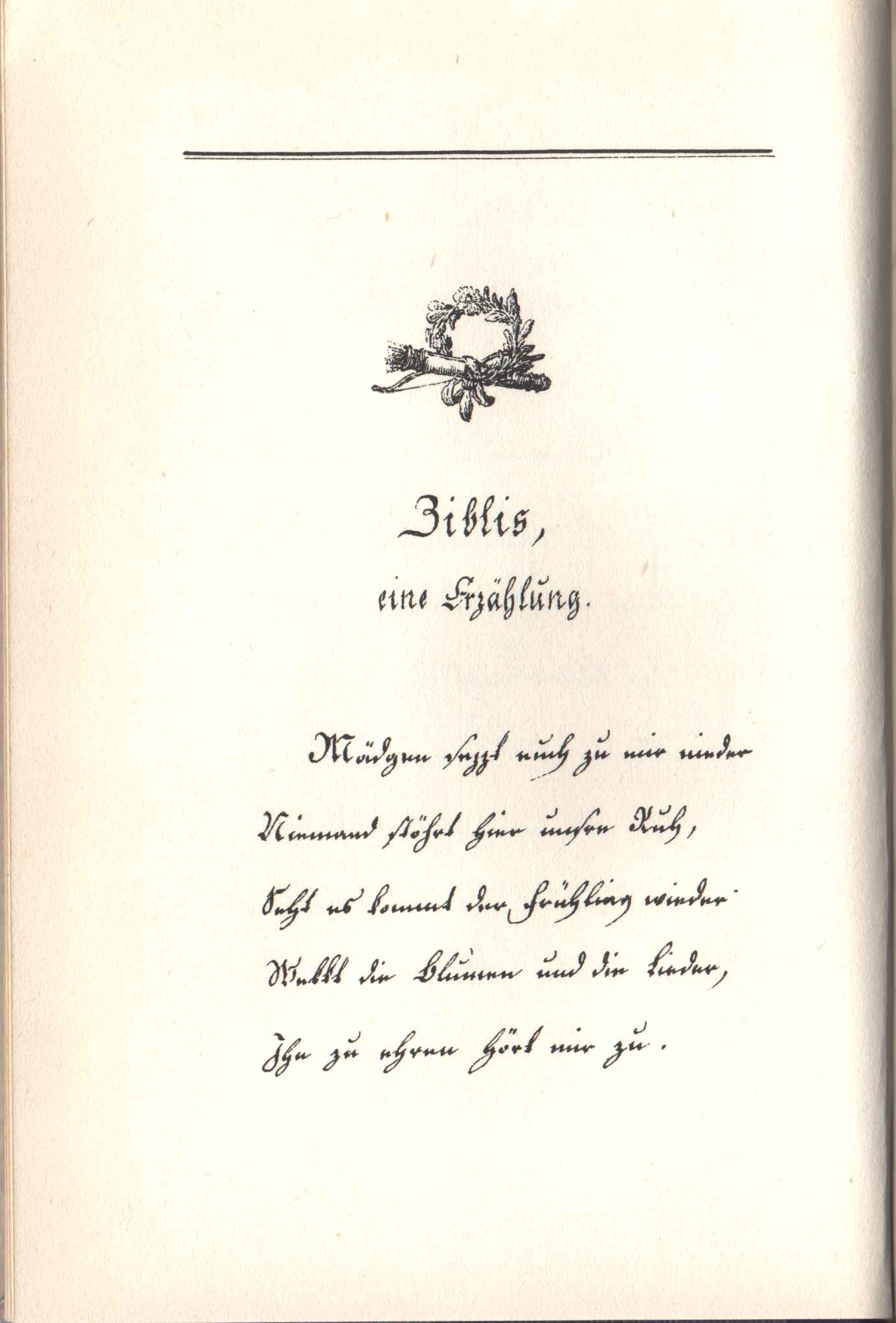
Faksimile einer Seite der Handschrift

Das Buch Annette ist der Titel einer Sammlung von 19 Gedichten und Prosastücken, die Johann Wolfgang Goethe als sechzehnjähriger Student in Leipzig verfasste. Namensgeberin war seine Freundin Anna Katharina Schönkopf.

## Entstehung und Inhalt
Goethe verfasste die Gedichtsammlung Annette 1767 während seiner Leipziger Studienzeit. Die Namensgeberin war seine Freundin Anna Katharina Schönkopf. Sein Freund Ernst Wolfgang Behrisch erstellte eine private Reinschrift und versah sie mit Vignetten.
Das Buch Annette besteht aus 19 Stücken, von denen 15 Gedichte und vier Erzählungen genannt werden, dabei handelt es sich um kürzere Prosatexte mit eingeschobenen Versen. Alle Texte sind im Rokokostil der Anakreontik verfasst, ihr Thema ist die Liebe ob im Arkadien der Schäferdichtung oder im Leipzig Goethes.
1768 trennten sich Goethe und Schönkopf. Nach einer Krankheit kehrte Goethe zurück nach Frankfurt.

## Überlieferung
Der Band gelangte an Luise von Göchhausen, die am Hof von Anna Amalia von Sachsen-Weimar-Eisenach mit Goethe verkehrte und zu den Beiträgerinnen des Journal von Tiefurt gehörte. Nach ihrem Tod 1807 wurde die Schrift 1894 dem Goethe- und Schiller-Archiv gestiftet.
Der Erstdruck erfolgte erst 1896 im 37. Band von Goethes Werken, der Weimarer oder Sophien-Ausgabe.
1923 erschien eine Faksimile-Ausgabe der Handschrift im Insel-Verlag, die 1965 eine zweite Auflage erlebte.